# Бонаццоли, Эмилиано
Эмилиано Бонаццоли (итал. Emiliano Bonazzoli; род. 20 января 1979, Азола, Ломбардия) — итальянский футболист, выступавший на позиции нападающего; тренер.

## Клубная карьера
Бонаццоли начал свою карьеру в «Брешии». 15 мая 1997 года он сыграл свой первый профессиональный матч против «Лечче», который, однако, стал его единственным матчем сезона в серии B. В следующие два сезона он попеременно играл за первую команду и молодёжную команду, а во второй половине сезона 1998/99 он отправился в аренду к сопернику по лиге, в «Чезену». Позже был подписан «Пармой» сделкой совместного владения в 1999 году. Сыграв лишь один матч, был отдан в аренду «Вероне», забил 10 голов в лиге.